# Sulzbach-Laufen
Sulzbach-Laufen là một thị xã ở huyện Schwäbisch Hall trong bang Baden-Württemberg thuộc nước Đức.